# William Morgan Sheppard
William Morgan Sheppard (Londra, 24 agosto 1932 – Los Angeles, 6 gennaio 2019) è stato un attore e doppiatore britannico.
Suo figlio Mark è anch'egli un attore.

## Filmografia parziale

### Cinema
- Marat/Sade, regia di Peter Brook (1966)
- I duellanti (The Duellists), regia di Ridley Scott (1977)
- L'oca selvaggia colpisce ancora (The Sea Wolves), regia di Andrew V. McLaglen (1980)
- The Elephant Man, regia di David Lynch (1980)
- La spada di Hok (Hawk the Slayer), regia di Terry Marcel (1980)
- La fortezza (The Keep), regia di Michael Mann (1983)
- Lassiter lo scassinatore (Lassiter), regia di Roger Young (1984)
- Lady Jane, regia di Trevor Nunn (1986)
- Grido di libertà (Cry Freedom), regia di Richard Attenborough (1987)
- Una strega chiamata Elvira (Elvira: Mistress of the Dark), regia di James Signorelli (1988)
- Cuore selvaggio (Wild at Heart), regia di David Lynch (1990)
- Rotta verso l'ignoto (Star Trek VI: The Undiscovered Country), regia di Nicholas Meyer (1991)
- Caccia al tesoro (There Goes the Neighborhood), regia di Bill Phillips (1992)
- Cose preziose (Needful Things), regia di Fraser Clarke Heston (1993)
- Gettysburg, regia di Ronald F. Maxwell (1993)
- Gods and Generals, regia di Ronald F. Maxwell (2003)
- The Prestige, regia di Christopher Nolan (2006)
- Transformers, regia di Michael Bay (2007)
- La sposa fantasma (Over Her Dead Body), regia di Jeff Lowell (2008)
- Star Trek, regia di J. J. Abrams (2009)

### Televisione
- Z Cars – serie TV, 2 episodi (1962-1976)
- Crown Court – serie TV, un episodio (1974)
- New Scotland Yard – serie TV, un episodio (1974)
- Marked Personal – serie TV, 2 episodi (1974)
- L'ispettore Regan (The Sweeney) – serie TV, un episodio (1975)
- Gli infallibili tre (The New Avengers) – serie TV, un episodio (1976)
- Target – serie TV, un episodio (1977)
- Capitan Onedin (The Onedin Line) – serie TV, 2 episodi (1977-1979)
- Nel silenzio della notte (The Nativity), regia di Bernard L. Kowalski – film TV (1978)
- Nemico alla porta (Enemy at the Door) – serie TV, un episodio (1978)
- Out – serie TV, un episodio (1978)
- Rebecca, regia di Simon Langton – film TV (1979)
- Sherlock Holmes e il dottor Watson (Sherlock Holmes and Doctor Watson) – serie TV, episodi 1x04-1x09 (1979)
- Shōgun – serie TV, 5 episodi (1980)
- Masada – serie TV, un episodio (1981)
- Quella sporca dozzina II (The Dirty Dozen: Next Mission), regia di Andrew V. McLaglen – film TV (1985)
- A.D. - Anno Domini (A.D.), regia di Stuart Cooper – serie TV, un episodio (1985)
- Max Headroom – serie TV, 11 episodi (1987-1988)
- Le nuove avventure di Guglielmo Tell (Crossbow) – serie TV, 2 episodi (1987-1989)
- Star Trek: The Next Generation – serie TV, un episodio (1989)
- MacGyver – serie TV, 2 episodi (1989-1990)
- Quattro donne in carriera (Designing Women) – serie TV, un episodio (1991)
- In viaggio nel tempo (Quantum Leap) – serie TV, un episodio (1993)
- SeaQuest - Odissea negli abissi (SeaQuest DSV) – serie TV, 8 episodi (1993-1994)
- Babylon 5 – serie TV, 2 episodi (1994-1995)
- Frasier – serie TV, un episodio (1995)
- La signora in giallo (Murder, She Wrote) – serie TV, episodio 11x15 (1995)
- American Gothic – serie TV, un episodio (1996)
- Poltergeist (Poltergeist: The Legacy) – serie TV, un episodio (1996)
- Corsa all'oro (Goldrush: A real life alaskan adventure), regia di John Power – film TV (1998)
- JAG - Avvocati in divisa (JAG) – serie TV, un episodio (1998)
- Star Trek: Voyager – serie TV, un episodio (1999)
- Un detective in corsia (Diagnosis: Murder) – serie TV, un episodio (2000)
- Il tempo della nostra vita (Days of Our Lives) – serie TV, 15 episodi (2000-2001)
- Crossing Jordan – serie TV, un episodio (2002)
- La signora in giallo - La ballata del ragazzo perduto (Murder, She Wrote: The Celtic Riddle), regia di Anthony Pullen Shaw – film TV (2003)
- Streghe (Charmed) – serie TV, un episodio (2003)
- Alias – serie TV, un episodio (2005)
- Cold Case - Delitti irrisolti (Cold Case) – serie TV, un episodio (2005)
- Una mamma per amica (Gilmore Girls) – serie TV, un episodio (2005)
- Criminal Minds – serie TV, un episodio (2007)
- NCIS - Unità anticrimine (NCIS) – serie TV, episodio 6x13 (2009)
- Mad Men – serie TV, un episodio (2010)
- Doctor Who – serie TV, un episodio (2011)
- C'è sempre il sole a Philadelphia (It's Always Sunny in Philadelphia) – serie TV, un episodio (2011)
- Dexter – serie TV, un episodio (2011)
- The Librarians – serie TV, un episodio (2016)

### Cinema
- Pocahontas II - Viaggio nel nuovo mondo (Pocahontas II: Journey to a New World), regia di Bradley Raymond (1988)
- Atlantis - Il ritorno di Milo (Atlantis: Milo's Return), regia di Victor Cook, Toby Shelton e Tad Stones (2003)
- Lanny & Wayne - Missione Natale (Prep & Landing), regia di Kevin Deters e Stevie Wermers (2009)
- Free Birds - Tacchini in fuga (Free Birds), regia di Jimmy Hayward (2013)

### Televisione
- Principe Valiant (The Legend of Prince Valiant) – serie TV, 4 episodi (1992-1993)
- Biker Mice da Marte (Biker Mice from Mars) – serie TV, 65 episodi (1993-1996)
- Iron Man – serie TV (1994-1996)
- Gargoyles - Il risveglio degli eroi (Gargoyles) – serie TV, 7 episodi (1995-1996)
- La famiglia della giungla (The Wild Thornberrys) – serie TV, un episodio (2000)
- Hellsing – serie TV, 10 episodi (2001-2002) – versione inglese
- Justice League – serie TV, un episodio (2002)
- Kingdom Hospital – serie TV, 3 episodi (2004)
- Biker Mice from Mars – serie TV, 3 episodi (2006-2007)
- La spada della verità (Legend of the Seeker) – serie TV, 5 episodi (2009-2010)
- Young Justice – serie TV, un episodio (2012)

### Videogiochi
- Wet - videogioco, voce di William Ackers (2009)

## Doppiatori italiani
Nelle versioni in italiano delle opere in cui ha recitato, W. Morgan Sheppard è stato doppiato da:
- Dario De Grassi in La fortezza, MacGyver (ep. 6x06), La signora in giallo, Criminal Minds
- Carlo Sabatini in MacGyver (ep. 4x07), Cuore selvaggio
- Giancarlo Padoan in Caccia al tesoro, Cose preziose
- Sergio Tedesco ne Il complotto, Alias
- Carlo Reali in Cuore selvaggio (ridoppiaggio), NCIS - Unità anticrimine
- Bruno Alessandro in Cold Case - Delitti irrisolti, Mad Men
- Dante Biagioni in La signora in giallo - La ballata del ragazzo perduto, La sposa fantasma
- Sergio Fiorentini in L'ora del mistero
- Marcello Tusco in Una strega chiamata Elvira
- Renato Mori in Star Trek: The Next Generation
- Sergio Matteucci in Rotta verso l'ignoto
- Sergio Graziani in Frasier
- Gianni Musy in The Prestige
- Augusto Di Bono ne L'ultimo Babbo Natale
- Renato Cortesi in Doctor Who

Da doppiatore è sostituito da:
- Mimmo Palmara in Biker Mice da Marte
- Sergio Matteucci in Gargoyles - Il risveglio degli eroi
- Franco Zucca in Atlantis - Il ritorno di Milo
- Renato Mori in Lanny & Wayne - Missione Natale
- Gerolamo Alchieri in Wet